# 密棘鮟鱇
密棘鮟鱇（学名：Ceratias holboelli），又名霍氏角鮟鱇及长杆角鮟鱇，为輻鰭魚綱鮟鱇目角鮟鱇科角鮟鱇屬的鱼类。分布于广泛分布于各大洋深海区等，棲息深度400-2000公尺，雌魚體通常可達77公分(2.53英尺)，但最大尺寸可達120公分(3.9英尺)，則雄魚體常只有16公分（6.3英吋 = 0.52英尺）。该物种的模式产地在格林兰。

## 扩展阅读
維基物種上的相關：密棘鮟鱇